# Charles L’Eplattenier

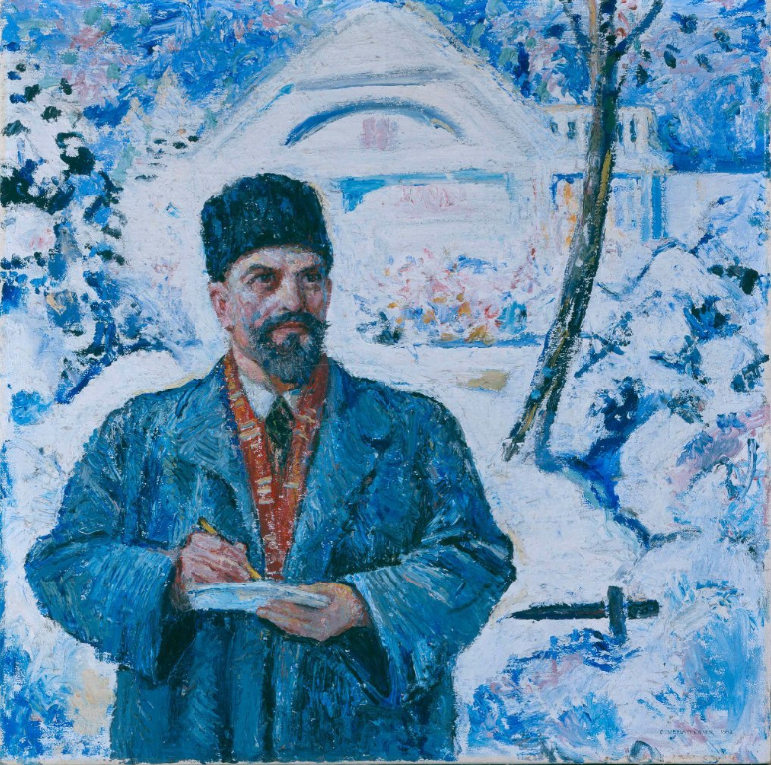
Selbstportrait, 1942, Öl auf Leinwand, 110 × 110 cm, Musée des Beaux-Arts, La Chaux-de-Fonds

Charles L’Eplattenier (* 9. Oktober 1874 in Neuchâtel; † 7. Juni 1946 bei Les Brenets) war ein Schweizer Maler, Plastiker und Architekt in La Chaux-de-Fonds. Er entwickelte den Style sapin, eine Variante des Jugendstils und wurde einer breiten Öffentlichkeit in der Schweiz als Grafiker nationaler Motive bekannt.

## Leben

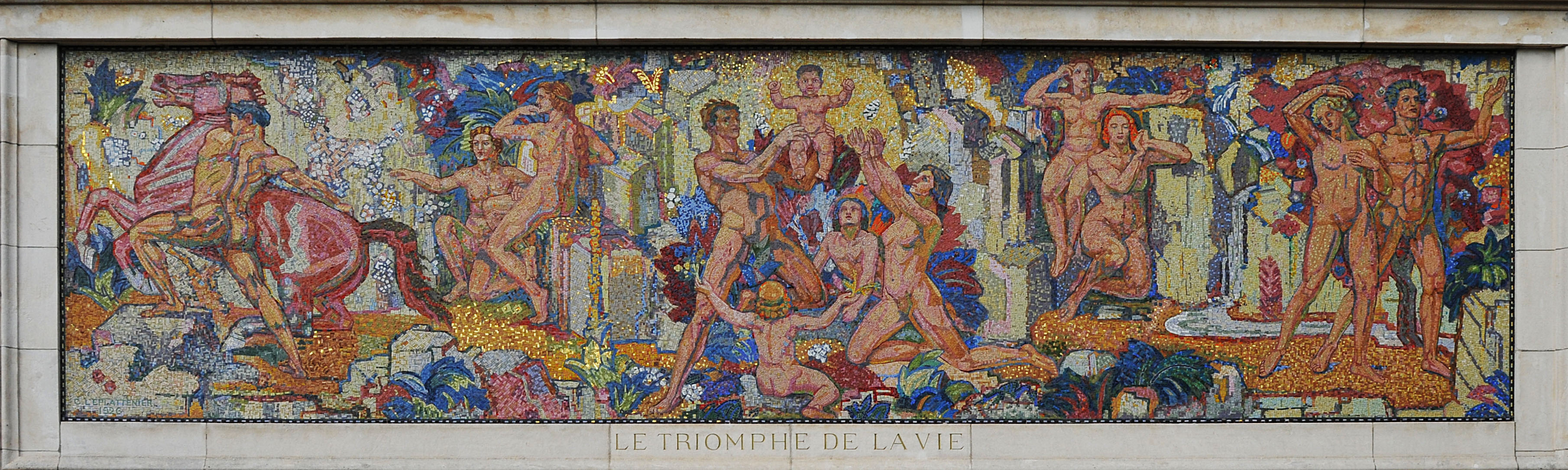
Le triomphe de la vie, Mosaik, 1923, Südseite des Krematoriums

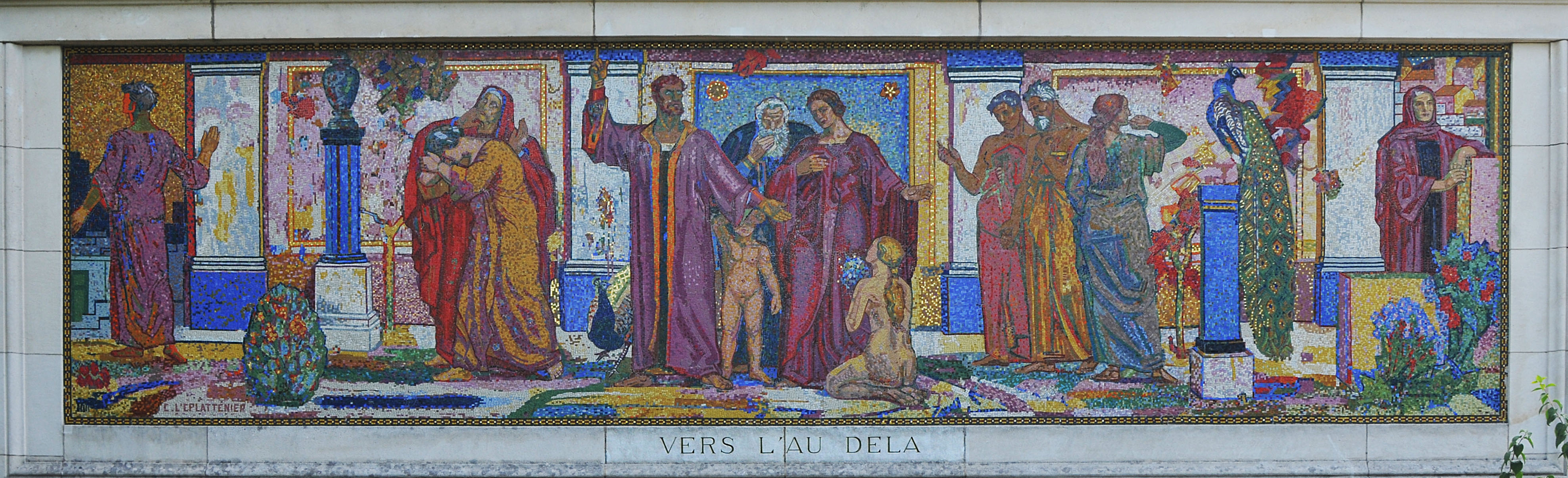
Vers l’au-delà, Mosaik, 1923, Nordseite des Krematoriums

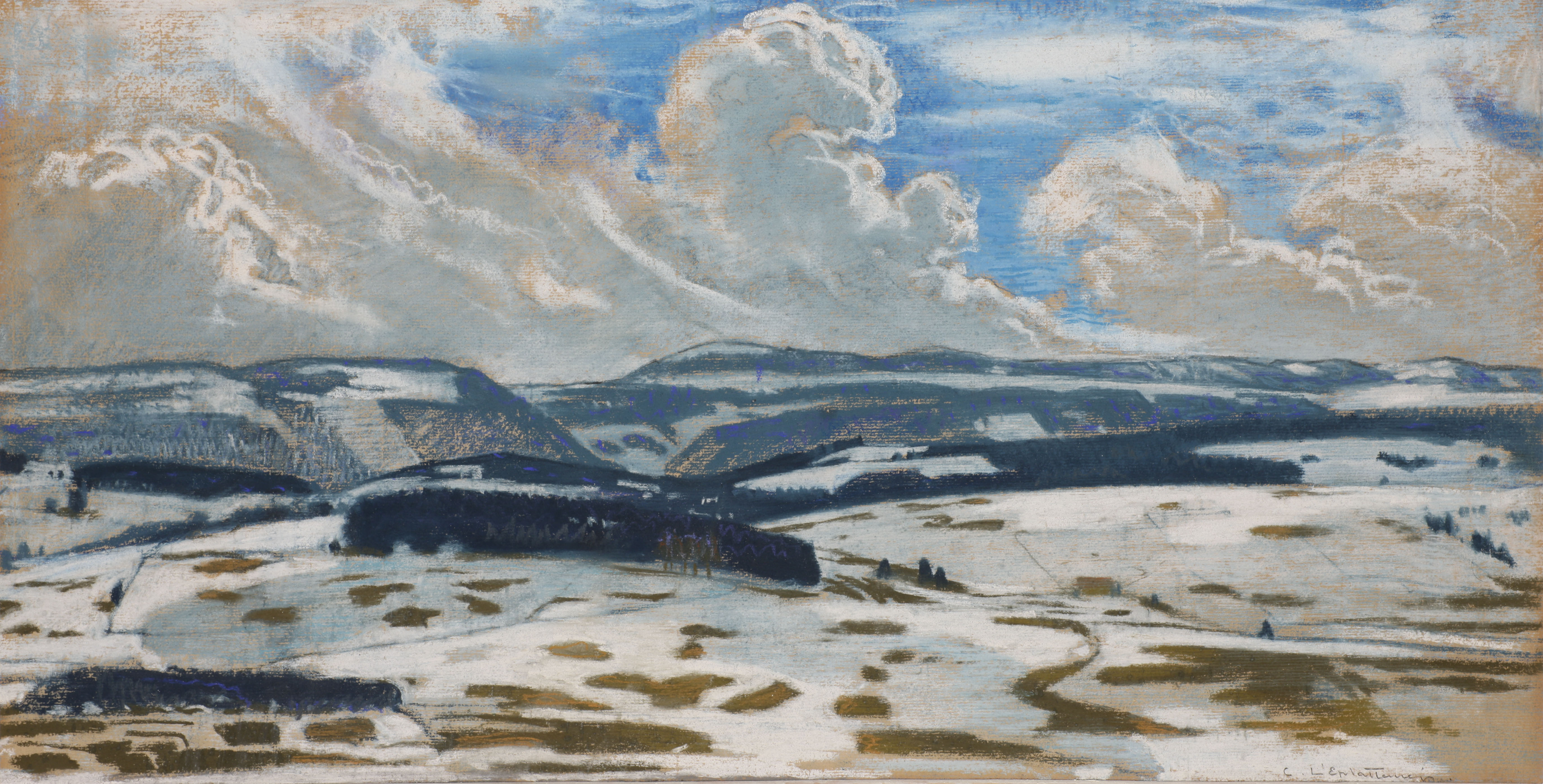
Temps de mars, 1907, Tempera auf Leinwand, 105 × 195 cm, Musée des Beaux-Arts, La Chaux-de-Fonds

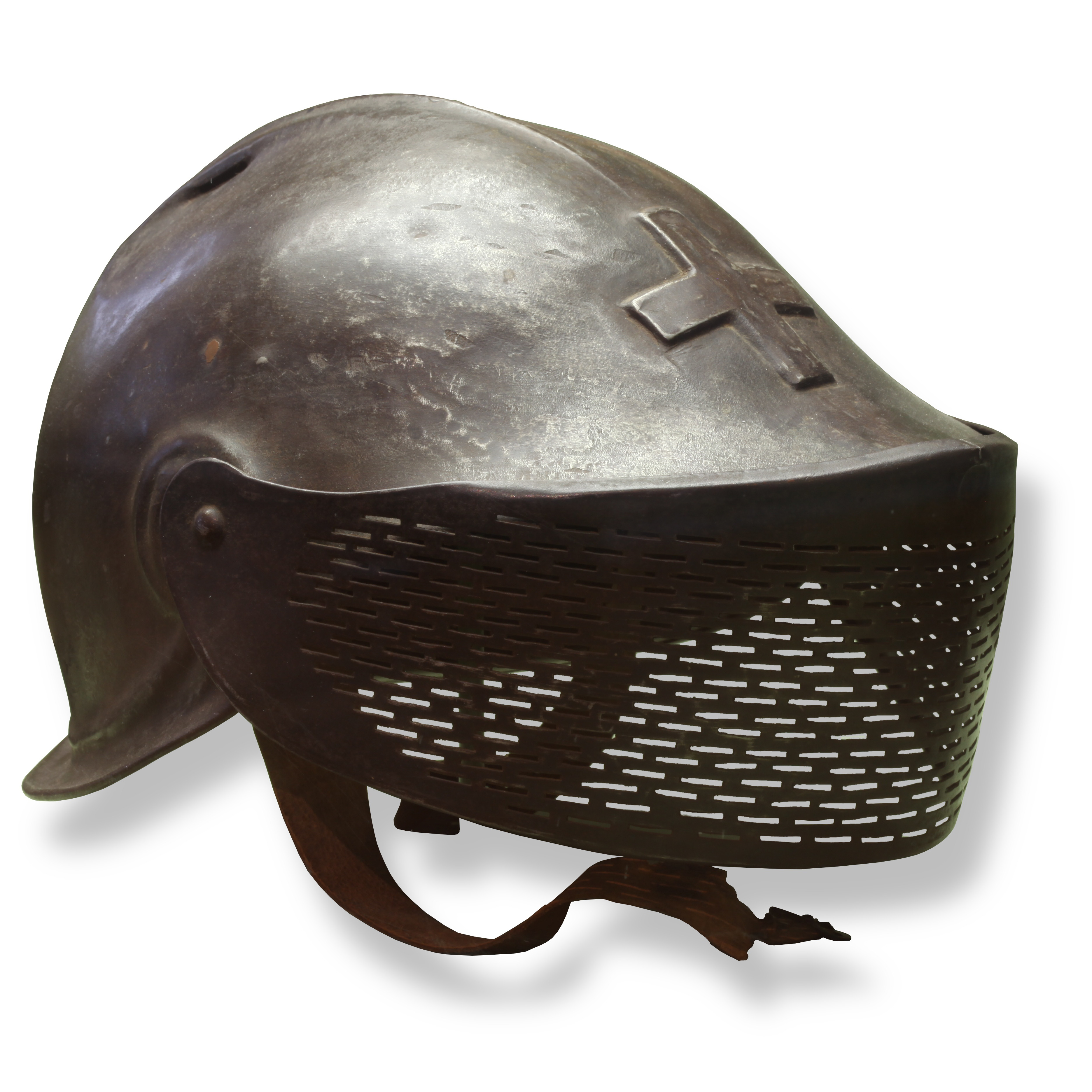
Von Charles L’Eplattenier für die Schweizer Arme entwickelter, aber nie eingeführter Helm

Charles L’Eplattenier stammte aus einer Bauernfamilie. 1887 begann er eine Lehre als Baumaler in Peseux. Er hatte Unterricht bei Paul Bouvier in Neuchâtel und wurde für ein Studium an der Kunsthochschule Budapest empfohlen, wo seine Tante lebte. Dort blieb er von 1890 bis 1893. Mit einem Stipendium des Kantons Neuenburg studierte er bis 1896 bei Luc-Olivier Merson in Paris weiter. Mit erst 23 Jahren wurde er darauf Lehrer an der École d’arts appliqués à l’industrie in La Chaux-de-Fonds, deren Direktor er von 1903 bis 1914 war. 1914 trat er nach Meinungsverschiedenheiten zurück. Im Ersten Weltkrieg entwickelte er für die Schweizer Armee einen nach ihm benannten Helm, der jedoch 1918 „wegen Schwierigkeiten in der Herstellung verworfen“ wurde.
L’Eplattenier gilt als einer der wichtigsten Vertreter des Schweizer Jugendstils (Art nouveau), auch wenn er nur selten ausserhalb der Stadt La Chaux-de-Fonds wirkte, wo er seit 1897 an der Kunstgewerbeschule unterrichtete. Zu seinen Schülern gehörte neben François Barraud und André Evard auch Charles-Édouard Jeanneret, der spätere Le Corbusier, der sich bei der Wahl seines Pseudonyms möglicherweise vom Namen seines Lehrers beeinflussen liess. Neben seinen neuen Kunstauffassungen folgenden Ansätzen als Lehrer betrieb L’Eplattenier eine traditionell verhaftete Landschaftsmalerei und eine vom patriotischen Pathos getragene Historienmalerei. Als Grafiker gestaltete er Plakate und einige der bekanntesten Briefmarkenmotive der Schweizer Post.
La Chaux-de-Fonds entwickelte sich damals zu einem der führenden Zentren der Schweizer Uhrenindustrie und der wirtschaftliche Boom sorgte bei den wohlhabenden Bürgern der Stadt für eine grosse Nachfrage nach Immobilien und Kunstgegenständen im Stil der Zeit. L’Eplattenier entwickelte mit seinen Schülern eine eigene Ausprägung des Art nouveau, die nach einem häufig wiederkehrenden Motiv auch style sapin («Tannenstil») genannt wird und vor allem an einem intensiven Studium der Natur und an einer künstlerischen Stilisierung der dort vorgefundenen Strukturen interessiert war.
Zu seinen wichtigsten Auftragswerken gehören das in La Chaux-de-Fonds aufgestellte Denkmal für den Bundesrat Numa Droz, welches am 2. Dezember 1917 eingeweiht wurde (die Statue wurde vom Bahnhof an die Ecke Rue Numa-Droz/Rue Abraham-Louis Breguet verschoben) ebenso wie Figuren und dekorative Elemente im Krematorium und an dessen Fassade, die er mit seinem Schüler André Evard am Cimetière de la Charrière, dem Friedhof der Stadt, ausführte. Dass L’Eplattenier den Auftrag für das Numa-Droz-Denkmal erhielt, lag nicht zuletzt an seiner politischen Gesinnung als überzeugter Radikaler.
Auch dekorative Elemente in der Eingangshalle und im Treppenbereich des Musée des Beaux-Arts de La-Chaux-de-Fonds wurden nach seinen Entwürfen ausgeführt. L’Eplattenier schuf zudem die Statue Sentinelle des Rangiers, die 1924 beim Col des Rangiers aufgestellt und 1989 von jurassischen Separatisten zerstört wurde. 1946 verunglückte er auf der Motivsuche im felsigen Gelände am Fluss Doubs tödlich. Charles L’Eplattenier ist in einem Familiengrab auf dem Cimetière de la Charrière in La Chaux-de-Fonds beerdigt.

## Rezeption
1933 erschien von Maurice Jeanneret eine Monografie über Charles L’Eplattenier beim Verlag La Baconnière in Neuchâtel.
Im Rahmen der Ausstellung Le Corbusier: An Atlas of Modern Landscapes vom 15. Juni bis 23. September 2013 waren Werke von Charles L’Eplattenier im Museum of Modern Art zu sehen.